# Jesidisches Neujahrsfest

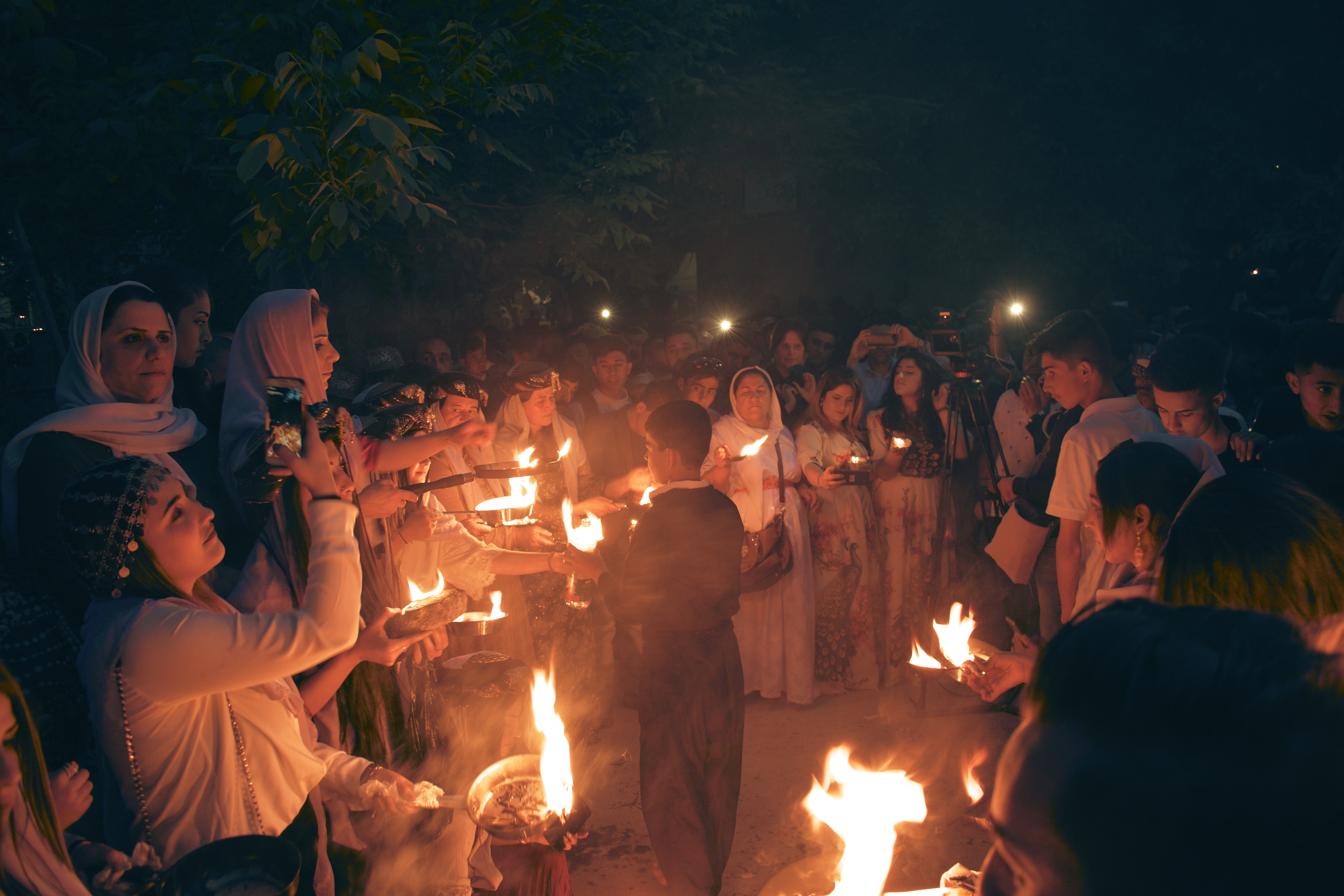
Jesiden feiern ihr Neujahrsfest (Lalisch, Nordirak, 2018)

Das jesidische Neujahrsfest (kurmandschi Sersal) ist das Neujahrsfest der Jesiden und wird auch Çarşema Sor („Roter Mittwoch“), Çarşema Serê Nîsanê („Erster Mittwoch im April“), Çarşema Sersalê oder Çarşema Serê Salê („Mittwoch des neuen Jahres“) genannt. Es wird jedes Jahr am ersten Mittwoch im April nach jesidischem/julianischem Kalender gefeiert. Da der julianische Kalender dem in Deutschland gültigen gregorianischen Kalender um 13 Tage nachgeht, wird das Neujahrsfest am ersten Mittwoch des julianischen April gefeiert, der zum oder nach dem 14. April, also dem zweiten oder dritten Mittwoch im April im gregorianischen Kalender anfällt. Das religiöse Neujahr, Sersal, fällt bei den Jesiden nicht wie das kurdische Newroz-Fest auf den 21. März.

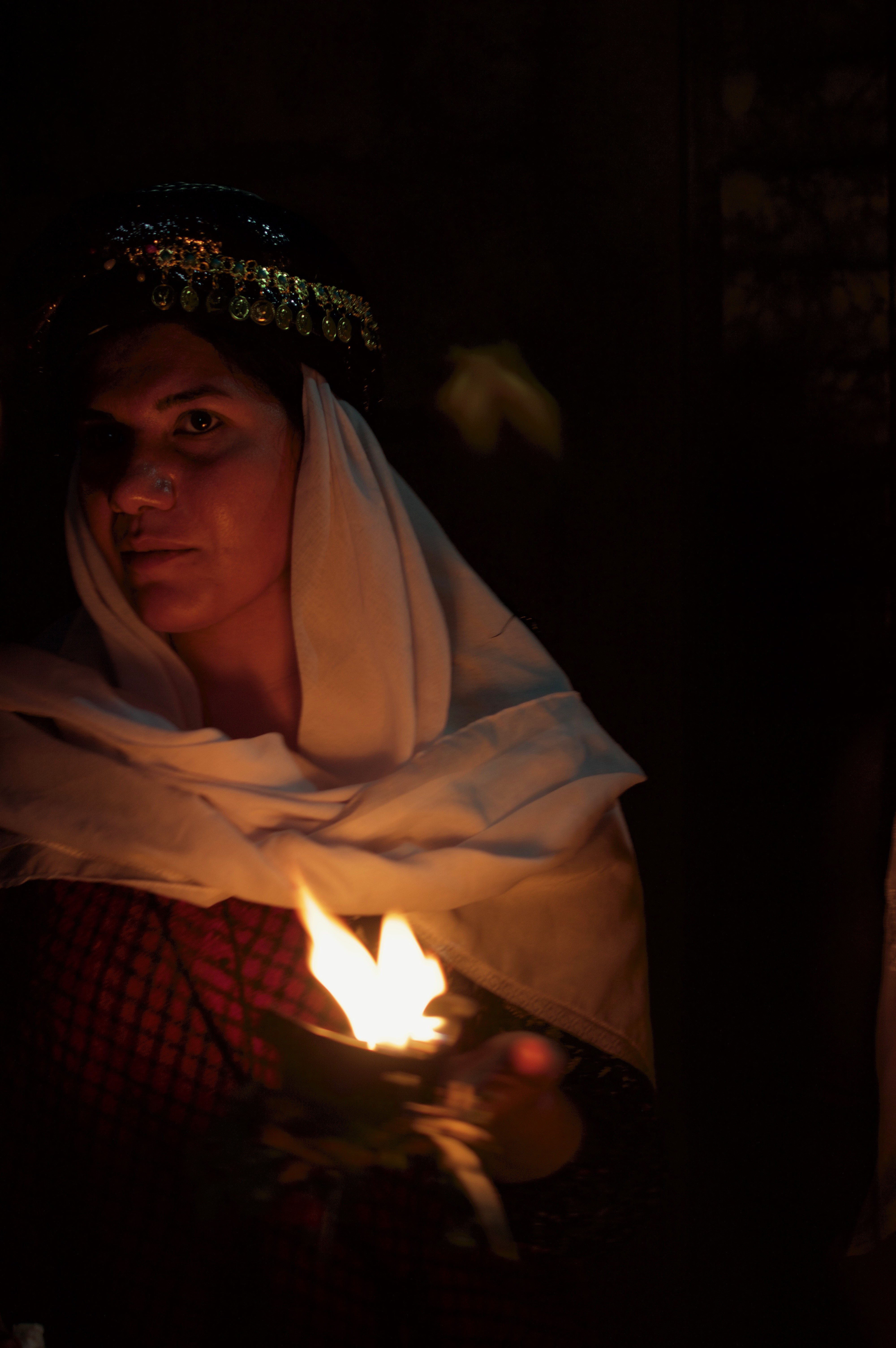
Jesidische Fakra während des Jesidischen Neujahrsfestes am 18. April 2017 in Lalisch

Weitere Bezeichnungen sind Çarşema Serê Nîsanê (Erster Mittwoch im April) oder „Sersal“, was „Neujahr“ auf Deutsch bedeutet.
Der Festlegende zufolge hat an diesem Tag Gott dem Engel Melek Taus den Auftrag gegeben, die Erde zu erschaffen und für alle Lebewesen bewohnbar zu machen.

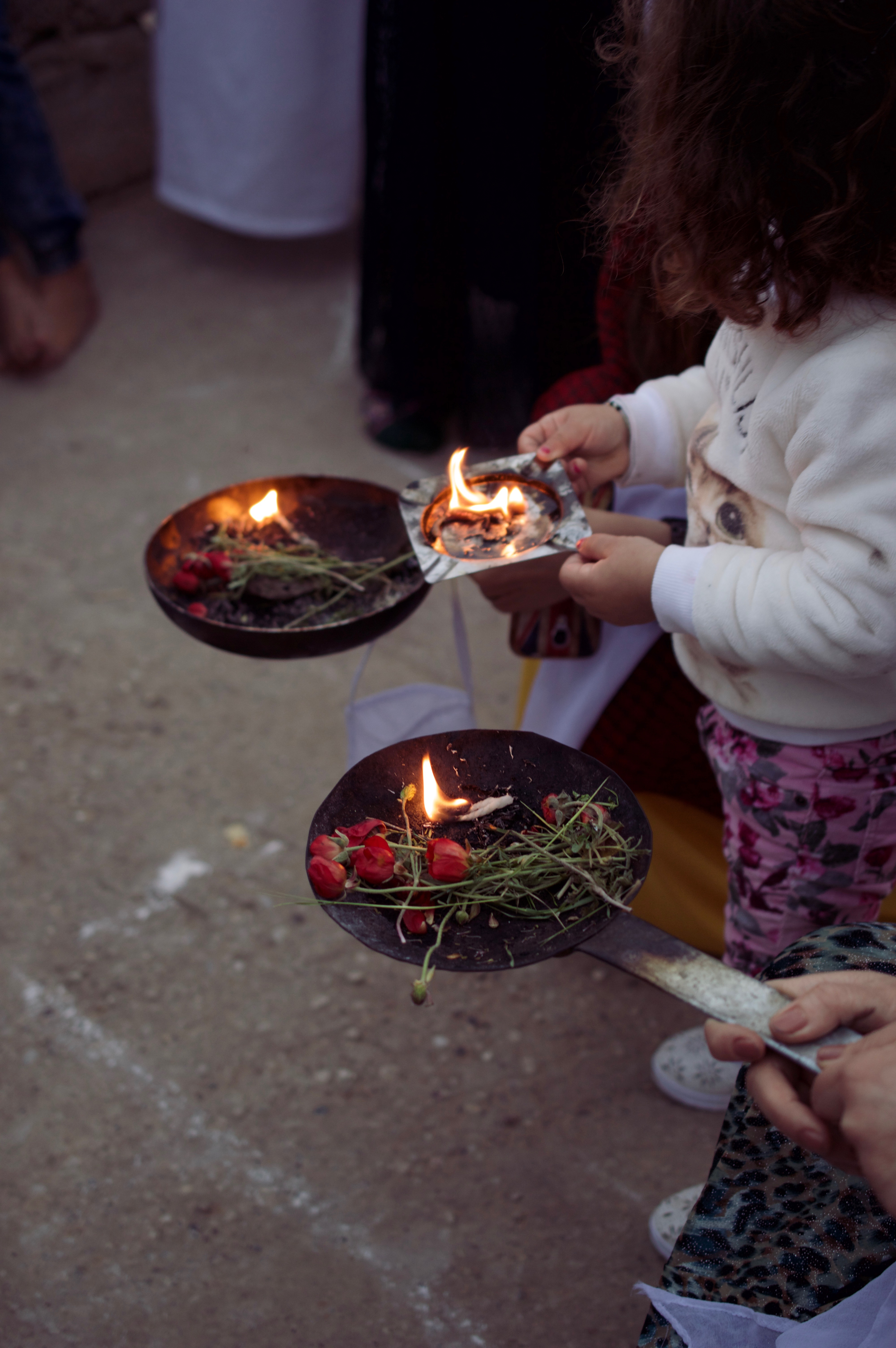
Das „Çira“ wird als heiliges Licht der Jesiden bezeichnet und wird jeden Mittwoch- und Freitagabend im Lalisch Tal gezündet. Mohnblumen, die von den Jesiden auch als Kulîlkê Nîsanê („Blumen des April“) bezeichnet werden, sind auch ein Symbol des Neujahrsfest der Jesiden. Die Jesiden schmücken zum Neujahrsfest ihre Hauseingänge mit den Blüten, indem sie einige Kronblätter der Mohnblüten über ihre Haustür befestigen.

Die Jesiden richten an diesem Tag ihre Hauseingänge mit prächtigem Blumenschmuck her und färben oder bemalen Hühnereier bunt. In Andenken an die Schöpfung der Erde werden von jesidischen Würdenträgern, in der Regel Pêşîmanê, Armbänder, das sog. „Bazimbar“, geflochten und an die Jesiden verteilt. Mit dem Bazimbar bringt der Würdenträger Wasser der heiligen „Kanîya Sipî“ (weißen Quelle) mit.
Viele Familien treffen sich im Freien auf einer Wiese zum gemeinsamen Picknick und Tanz. Sinn des Festes ist es, den Himmelsboten um Beistand, Schutz und eine ertragreiche Ernte zu bitten.
Der April gilt für die Jesiden als ein heiliger Monat und wird auch „Bûka Salê“ (Braut des Jahres) genannt und es ist den Jesiden untersagt in diesem Monat zu heiraten. Nach jesidischer Mythologie heiraten in diesem Monat die Engel. Dieser Brauch hat Ähnlichkeiten mit der Mythologie der alten Babylonier, diese feierten im Monat „Nisannu“ die Hochzeit der Götter.